# غازغان
غازغان (به ازبکی: G'ozg'on shahri، غازغان شهری) یک مشهر در ازبکستان است که در ولایت نوایی واقع شده‌است. گازگان ۸٬۸۰۰ نفر جمعیت دارد.